# Xenocalliphora viridiventris
Xenocalliphora viridiventris är en tvåvingeart som beskrevs av Malloch 1930. Xenocalliphora viridiventris ingår i släktet Xenocalliphora och familjen spyflugor. Inga underarter finns listade i Catalogue of Life.